# Neoperla catharae
Neoperla catharae är en bäcksländeart som beskrevs av Bill P.Stark och Baumann 1978. Neoperla catharae ingår i släktet Neoperla och familjen jättebäcksländor. Inga underarter finns listade i Catalogue of Life.